# Domaine d'Akō

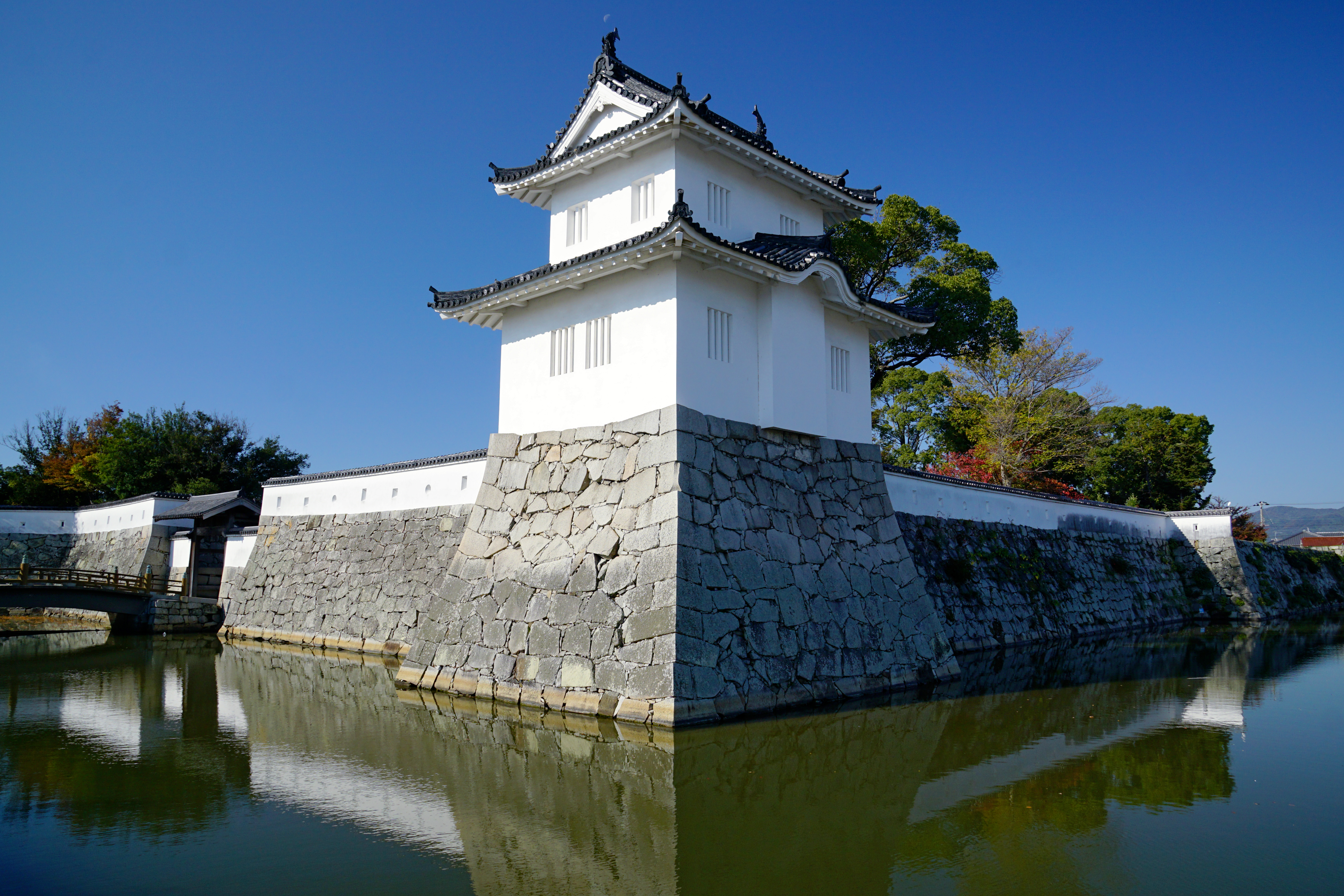
Château d'Akō dans la ville d'Akō.

Le domaine d'Akō (赤穂藩, Akō-han) était un domaine japonais situé dans la province de Harima (actuelles villes d'Akō, d'Aioi et de Kamigōri dans la préfecture de Hyōgo). Le domaine était dirigé à partir du château d'Akō.
En 1615, le shogunat Tokugawa a offert le domaine à Masatsuna Ikeda qui est mort sans héritiers en 1631, et le domaine fut alors attribué à son frère, Teruoki Ikeda. Cependant, celui-ci est devenu fou et, en 1645, le domaine lui fut retiré. Le fief fut dirigé par la branche principale de la famille Ikeda jusqu'à la nomination de Naganao Asano en fin d'année 1645. Sous sa direction, le domaine prospéra et sa valeur fut estimée à 53 000 koku.
Le petit-fils de Naganao, Naganori Asano, était le daimyo d'Akō au moment de sa tentative d'assassinat de Yoshinaka Kira au château d'Edo en 1701. Il fut condamné à se faire seppuku et ses serviteurs devinrent rōnin. Plusieurs d'entre eux entrèrent dans l'histoire sous les noms des 47 rōnin.
Le domaine passa entre les mains de Naohiro Nagai, qui fut assigné ailleurs en 1706. Akō fut ensuite attribué à Naganao Mori. Lui et ses descendants dirigèrent le domaine pendant douze générations jusqu'à l'abolition du système han en 1871. Le domaine valait 20 000 koku.

## Liste des daimyo
- Clan Ikeda (35 000 koku, 1615-1645)

1. Masatsuna Ikeda
2. Teruoki Ikeda

- Clan Asano (53 000→50 000→53 000 koku, 1645-1701)

1. Naganao Asano
2. Nagatomo Asano
3. Naganori Asano

- Clan Nagai (32 000 koku, 1701-1706)

1. Naohiro Nagai

- Clan Mori (20 000 koku, 1706-1871)

1. Naganao Mori
2. Nagataka Mori
3. Naganari Mori
4. Masafusa Mori
5. Tadahiro Mori
6. Tadaoki Mori
7. Tadasuke Mori
8. Tadaakira Mori
9. Tadataka Mori
10. Tadanori Mori
11. Tadatsune Mori
12. Tadanori Mori